# Языково (городской округ Клин)
Языково — деревня в Клинском районе Московской области, в составе Городского поселения Клин. Население — 4 чел. (2010). До 2006 года Языково входило в состав Решоткинского сельского округа.

## Расположение
Деревня расположена в центральной части района, примерно в 7 км к юго-западу от города Клин, на правом берегу реки Липня (левый приток Сестры), высота центра над уровнем моря 234 м. Ближайшие населённые пункты — Матвеево на противоположном берегу реки и Сидорково в 0,5 км на юго-восток.

## Население
| 2002 | 2006 | 2010 |
| ---- | ---- | ---- |
| 0    | →0   | ↗4   |